# Ярослав Врхлицкий
Ярослав Врхли́цкий (чеш. Jaroslav Vrchlický — псевдоним; настоящие имя и фамилия Эмиль Фрида (чеш. Emil Frida); 17 февраля 1853, Лоуни — 9 сентября 1912, Домажлице) — чешский поэт, драматург, переводчик, глава так называемой «космополитической» школы в чешской литературе. Отец актрисы, журналистки, драматурга, поэтессы и писательницы Евы Врхлицкой. Брат переводчика и театрального критика Бедржиха Фриды.
Родился в семье торговца. Большие познания в области мировой литературы, которые Врхлицкий приобрёл во время своего продолжительного пребывания в Италии и путешествий по Европе, отмечены присвоением ему учёной степени доктора. Был профессором литературы. Деятельность Врхлицкого продолжалась около 40 лет. Он написал свыше 100 томов.
Врхлицкий внёс в чешскую литературу, которая до него развивалась в пределах узконациональных традиций, космополитические мотивы (отсюда название школы Врхлицкого).

## Творчество

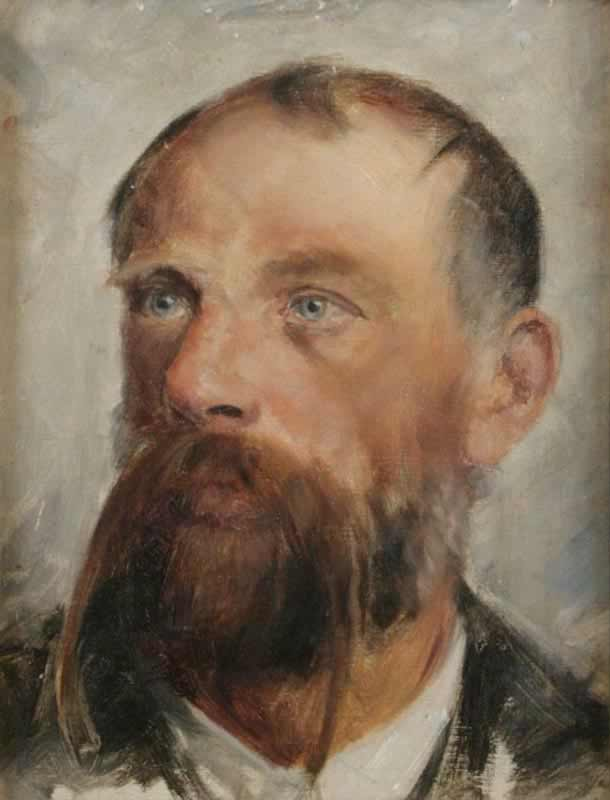
Портрет Ярослава Врхлицкого авторства Войтеха Гинайса

Его творческий путь обычно делят на четыре этапа:

### 1-й этап
1871—1879 — когда молодой поэт преодолевает традиции отечественной литературы, освобождается от них, а также и от влияния немецкой литературы на чешскую, ориентируясь преимущественно на литературу романских стран.
Для поэта характерны: вера в прогресс, в эволюцию, которая должна привести к торжеству добра над злом, света над мраком, духа над материей, скептическое отношение к националистическим идеалам и отвлечённый космополитизм, который сближает его с В. Гюго, Ж. Санд, Леопарди.
В течение этого периода Врхлицкий написал: «Эпические поэмы» (Epické básně, 1876), «Дух и мир» (Duch a svět, 1878), «Симфонии» (Symfonie, 1878), «Виттория Колонна» (Vittoria Colonna), «Мифы» (две книги) (Mýty, 1879), «Легенда о святом Прокопе» (Legenda o svatém Prokopu) и др. Эти произведения — лирические стихотворения, эпические поэмы, легенды, романы в стихах — содержат размышления о человеческой жизни на протяжении веков, об исторических событиях, увлёкших поэта своей грандиозностью, наблюдения над явлениями природы и современной ему жизнью.

### 2-й этап

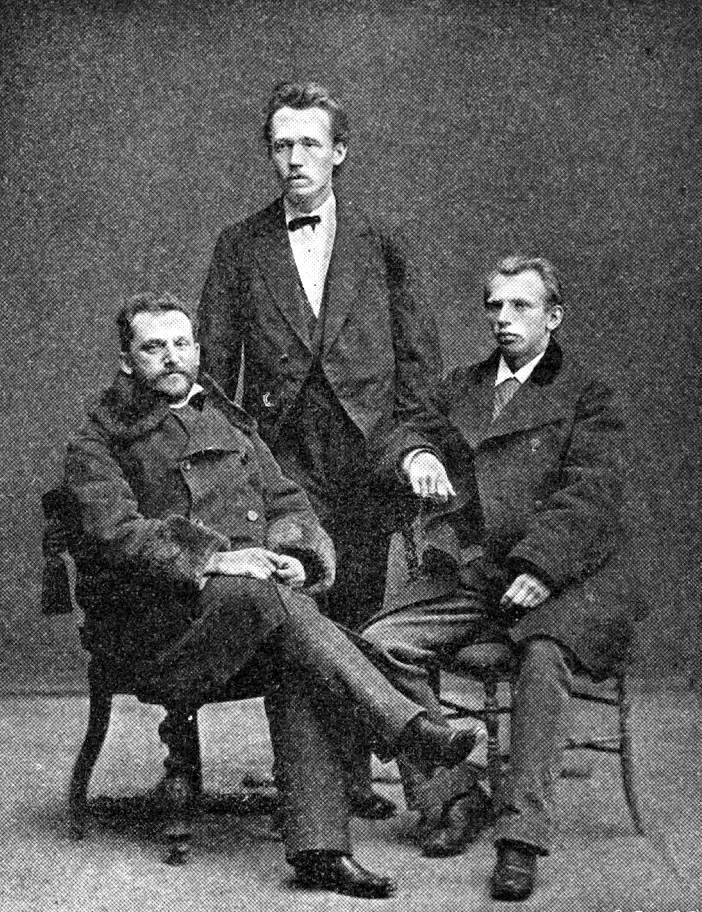
«Лумировцы» (слева направо: Юлиус Зейер, Йозеф Вацлав Сладек, Ярослав Врхлицкий) (1879 г.)

1879—1894 — когда Врхлицкий достигает в своих произведениях высшего мастерства. Находясь под влиянием «Божественной комедии» и «Фауста», он создаёт «Фрагменты эпопеи» (2 тт.) (Zlomky epopeje, 1886), справедливо приравниваемые критикой к «Легенде веков» В. Гюго.
В этот период появляются и такие его произведения, как «Эклоги и песни» (Eklogy a písně, 1879), «Твардовский» (Twardovski, 1885), «Сонеты одинокого» (Sonety samotáře, 1885), «Музыка в душе» (Hudba v duši, 1886), «Фрески и гобелены» (Fresky a gobelíny, 1890) и т. д. Начиная с 1882, выходят одна за другой его драмы и трагедии (а впоследствии и комедии), темы которых заимствованы из чешской истории и истории Византии и Рима, а также эпохи итальянского Возрождения. Заслуживает упоминания его трилогия «Гипподамия» (Hippodamie, 1889—1891), «Братья» (1889) и комедия «Ночь в Карлштейне» (Noc na Karlštejně, 1885). Но уже в конце этого периода замечается упадок творческих сил поэта.
Наравне с высокохудожественными произведениями выходят в свет и произведения незначительные. В изложении заметны длинноты, в сюжете — повторения. Врхлицкий начинает терять значение первого поэта в чешской поэзии.

### 3-й этап
1894—1903 — период кризиса и упадка. Националистическая критика, которая не могла простить Врхлицкому его гуманистического универсализма, провозглашает его неисправимым эклектиком. За эти годы в числе многих других произведений Врхлицкого появляются: «Окно в бурю» (Okna v bouři, 1894), «Новые отрывки эпопеи» (Nové zlomky epopeje, 1895), «Боги и люди» (1899), «Посвящения» (Votioni desky, 1902).

### 4-й этап
Последние годы поэта. Он преодолевает своё пессимистическое миросозерцание и создаёт стихи и поэмы, в которых много пафоса и бодрости: «Коралловые острова» (Korálové ostrovy, 1908), «Скрытые источники» (1908), «Древо жизни» (Strom života, 1910) и «Дамоклов меч» (Meč Damoklův). Врхлицкий, кроме того, перевёл на чешский язык «Божественную комедию» Данте, «Освобождённый Иерусалим» Торквато Тассо, «Неистовый Роланд» Ариосто, «Цветы зла» Шарля Бодлера, ряд произведений В. Гюго, Леконта де Лилля, Леопарди, Парини и других европейских писателей.

## Издания сочинений
- Из глубин, «Славянский ежегодник», 1884, VI.
- Дух и свет, «Рассвет», К., 1893.
- Ещё минутку, «Вестник иностранной литературы». 1896, IV.
- Месть матери и др., «Русская мысль», 1902, XII.
- Разноцветные осколки, М., 1909;
- ряд произведений в журнале «Славянский мир», 1910, ЇЇ II—III, V—VI, XI и в др. период. изд.